# جون غيسل
جون غيسل (بالنرويجية البوكمول: Jon Gisle)‏ هو قاضي ومحامي نرويجي، ولد في 19 نوفمبر 1948.